# Leuresthicola olsoni
Leuresthicola olsoni är en plattmaskart. Leuresthicola olsoni ingår i släktet Leuresthicola och familjen Heteraxinidae. Inga underarter finns listade i Catalogue of Life.